# SB-200646
SB-200646 je 5-HT2 antagonist sa anksiolitičkim svojstvima kod pacova. On je bio prvi 5-HT2 antagonist za koji je otkriveno da ima selektivnost 5-HT2C/2B u odnosu na 5-HT2A.